# Daha Barat
Daha Barat (indonez. Kecamatan Daha Barat) – kecamatan w kabupatenie Hulu Sungai Selatan w prowincji Borneo Południowe w Indonezji.
Kecamatan ten graniczy od północy i wschodu z kecamatanem Daha Selatan, a od południa i zachodu z kabupatenem Tapin.
W 2010 roku kecamatan ten zamieszkiwało 7 230 osób, z których wszystkie stanowiły ludność wiejską. Mężczyzn było 3 692, a kobiet 3 538. 7 224 osoby wyznawały islam.
Znajdują się tutaj miejscowości: Badaun, Bajayau, Bajayau Lama, Bajayau Tengah, Baru, Siang Gantung, Tanjung Selor.